# Paul Laxalt
Paul Dominique Laxalt (Reno, 2 agosto 1922 – McLean, 6 agosto 2018) è stato un politico statunitense.

## Biografia
Membro del Partito Repubblicano, fu Governatore del Nevada dal 1967 al 1971 e Senatore degli Stati Uniti dal 1974 al 1987. Nel mondo dei media il suo nome era spesso accostato alle parole "figlio di un pastore basco", per via delle sue origini. È noto per essere stato uno dei migliori amici di Ronald Reagan: dopo l'elezione a Presidente di quest'ultimo nel 1980, la stampa nazionale affibbiò infatti a Laxalt il soprannome "The First Friend". È inoltre il fratello maggiore dello scrittore Robert Laxalt.